# Content Protection and Copy Management
Content Protection and Copy Management (Abgekürzt, DVB-CPCM oder CPCM) ist ein digitaler Rechtemanagementstandard entwickelt von der DVB-Gruppe. Die Hauptanwendung ist das interoperative Rechtemanagement für das europäische Digitalfernsehen, aber auch für andere Länder mit Einsatz von DVB als Fernsehübertragungsstandard.

## Funktion
CPCM schreibt dabei vor, wie Informationen zum Nutzungsrecht zu digitalen Inhalten hinzugefügt werden, die dann die Verwendung innerhalb CPCM-fähigen Geräten festlegen und wie diese genutzt werden können und dürfen.
Inhalteanbieter können über eine Reihe von Flags verfügen, die innerhalb des Inhaltes gespeichert werden und über die Nutzungsrechte Auskunft geben. Diese Flags können das Senden oder Kopieren zu und zwischen anderen CPCM-Geräten bestimmen und dieses erlauben oder verweigern. Inhalte können auch über eine gewisse Zeit angeboten werden und über die Zeit hinaus gesperrt werden, oder das gleichzeitige Abspielen auf zwei getrennten Geräten untersagen.

### Domains
CPCM kann zwischen Geräten innerhalb und außerhalb einer festgelegten „Authorized Domain“ unterscheiden. Die Authorized Domain kann sowohl Geräte innerhalb des Hauses als auch an anderen Orten, wie Autos und Ferienwohnungen, beinhalten. Es spezifiziert auch, ob der Inhalt innerhalb des Hauses (der „Local Environment“) verbleiben soll oder innerhalb eines physischen Region, wie eines Landes (der „Geographic Area“).

### Verwandte Technologien

#### Broadcast Flag
CPCM wird manchmal fälschlicherweise mit der fehlgeschlagenen US-Broadcast Flag verwechselt.
CPCM wird nur innerhalb des Hauses angewendet nachdem die Übertragung empfangen wurde. Zur Aktivierung und Steuerung der Zugriffsbeschränkung können auf diese mitgesendeten Flags jedoch zurückgegriffen werden.